# Regressiv vänster

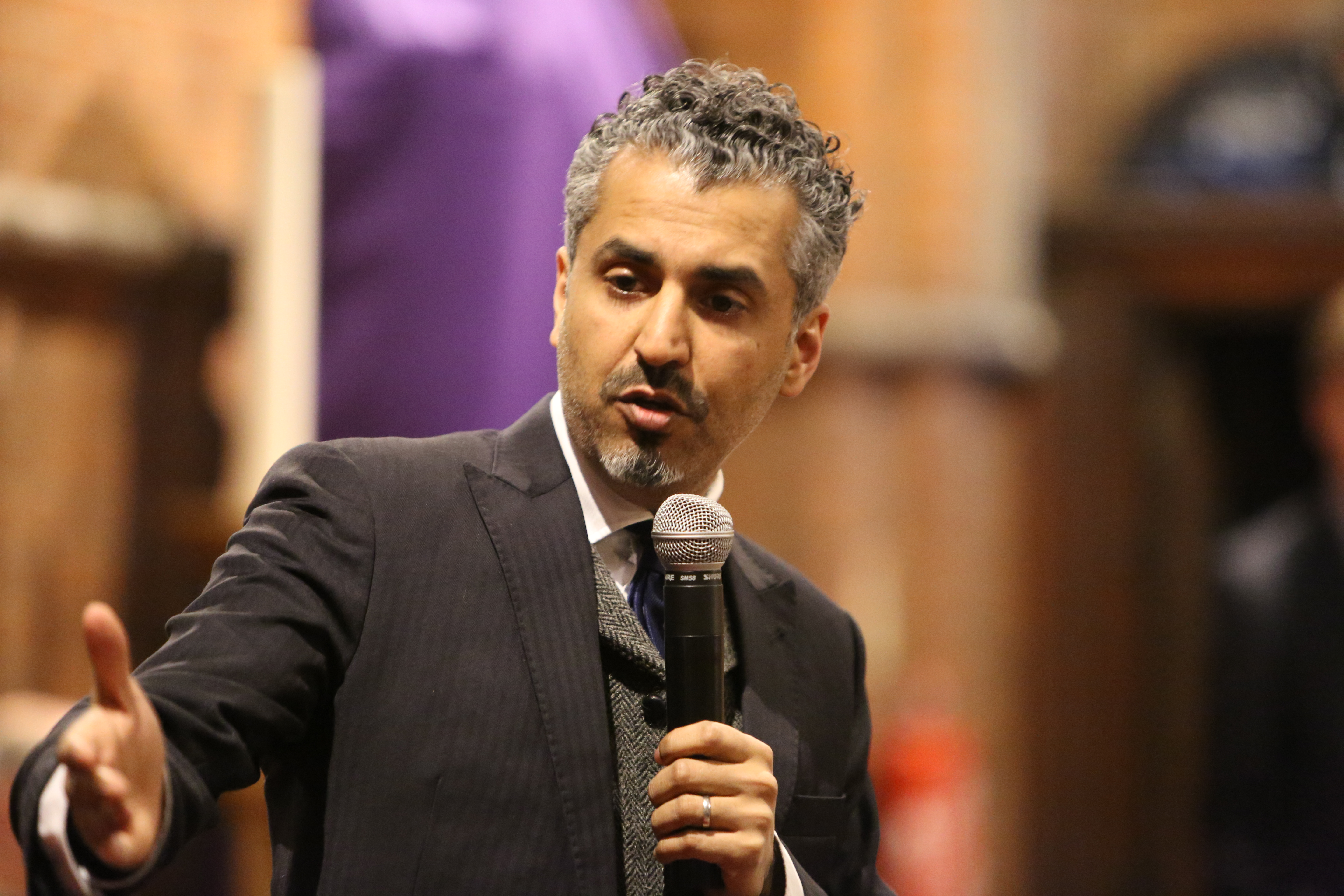
Maajid Nawaz har använt uttrycket regressiv vänster som en del i sitt avståndstagande till islamism, den bokstavstrogna falangen av islam som förespråkar sharia (islamisk rätt), panislamisk politisk enhet och en islamisk stat.

Regressiv vänster (engelska: regressive left), även regressiv liberal (engelska: regressive liberal), är ett politiskt epitet som används pejorativt för att beskriva en falang inom den politiska vänstern som anklagas för att paradoxalt främja reaktionära ståndpunkter genom sin tolerans av antiliberala principer och ideologier, särskilt genom tolerans av islamism i multikulturalismens och kulturrelativismens namn. Ordet ”regressiv” (bakåtsträvande) är valt som pendang till ”progressiv” (framstegsvänlig).
Den brittiske anti-islamistiske aktivisten Maajid Nawaz använde uttrycket 2012 i sin memoar Radical. My journey out of Islamist extremism to a democratic awakening för att beskriva ”välmenande liberaler och ideologiskt drivna vänsterpersoner” i Storbritannien som naivt och ”ignorant uppmuntrade” islamister och hjälpte den islamistiska ideologin att vinna acceptans. År 2015 utvecklade Nawaz uttryckets innebörd i en videopresentation på internetforumet Big Think och sade att det beskriver ”en del av den politiska vänstern” som hyser ”en inneboende tvekan att utmana en del av det bigotteri som kan förekomma inom minoritetssamhällen [...] på grund av politisk korrekthet, på grund av tolerans för vad de tror är andra kulturer och respekt för andra livsstilar”.
Bland dem som har använt uttrycket märks Bill Maher och Dave Rubin (bägge programledare i politiska pratshower) liksom Sam Harris och Richard Dawkins (bägge nyateistiska författare).
I Nordamerika används också uttrycket regressiv liberal (på engelska regressive liberal). Därvid bör beaktas att ordet liberal i Nordamerika används annorlunda än i Europa, nämligen som beteckning på center- och vänsterpolitiker som förespråkar omfattande statliga ingrepp i marknadsekonomin och personliga friheter.

## Konceptet
År 2007 avsade sig Maajid Nawaz sin tidigare koppling till den radikala islamistiska gruppen Hizb ut-Tahrir till förmån för sekulär islam. Han är medgrundare av och ordförande i Quilliam, en tankesmedja i London som motsätter sig extremism och försöker utmana islamistisk ideologi.
Nawaz har använt uttrycket regressiv vänster för att beskriva vänsterinriktade personer som enligt hans mening underblåser islamism. Han betraktar islamism som ett ”globalt totalitärt teopolitiskt projekt” men en ”önskan att införa varje given tolkning av islam i samhället som lag” och opponerar sig mot detta eftersom ”varje önskan att tvinga på någon någonstans, någonsin, någon version av islam är en fundamental kränkning av våra grundläggande medborgerliga friheter”. Enligt Nawaz finns bland sådana sympatisörer till islamism ”ateister som står på islamisternas sida och försvarar islamismen i den kulturella toleransens namn”.
I en intervju i oktober 2015 hos programledaren Dave Rubin i en politisk pratshow förklarade Nawaz närmare sitt resonemang bakom valet av ordet regressiv. Han ställde upp hypotesen att en del av den politiska vänstern ”tror genuint” att de utkämpar ett ”ideologiskt krig” mot en av regeringar i västvärlden driven neokonservativ och neokolonialistisk utrikespolitik som främjar statligt organiserat våld och kaos i form av krig och militära invasioner. I kontrast till detta, hävdar han, försummar sådana vänstersympatisörer sin plikt att fördöma våldsamma handlingar som utförs av teokratiska extremister såsom islamister, för att ibland gå så långt som att ”ingå allianser” med en del av de mest regressiva, teokratiska och mordiska regimerna och organisationerna. Han lyfte fram Jeremy Corbyn, ordförande för brittiska Labour Party, som ett exempel på någon som ”historiskt har varit mycket nära” understödjare av islamistiska organisationer såsom Hamas och Hizbollah. Nawaz menar att det är möjligt att fördöma både neokonservativ utrikespolitik såsom Irakkriget (vilket han motsatte sig) och teokratisk extremism, men att de som han benämner regressiv vänster underlåter att göra det.
Nawaz menar att föreställningen att muslimer inte kan hantera kritik eller satir av islam och bara reagerar våldsamt är ett ”nedlåtande klemande som inspirerar till självömkan” hos just de muslimer som den avser att tjäna och emancipera, eftersom den inte förväntar av dem att de beter sig civiliserat och kontrollerar sin vrede. Denna ”de låga förväntningarnas rasism” sänker de moraliska standarderna hos människor inom minoriteter genom att ta till ursäkter om de uttrycker misogyni, homofobi, chauvinism, bigotteri eller antisemitism, medan medlemmar av majoritetssamhället värderas enligt ”universella liberala standarder”.
Haras Rafiq, verkställande direktör för Quilliam, har yttrat att det finns en tendens hos en del till vänster att ursäkta islamism. ”Vi har inte givit oss i kast med den symbiotiska relationen mellan islamism och högerextremistiskt hat och den regressiva vänstern är beredd att ursäkta islamism.”

## Uttryckets användning

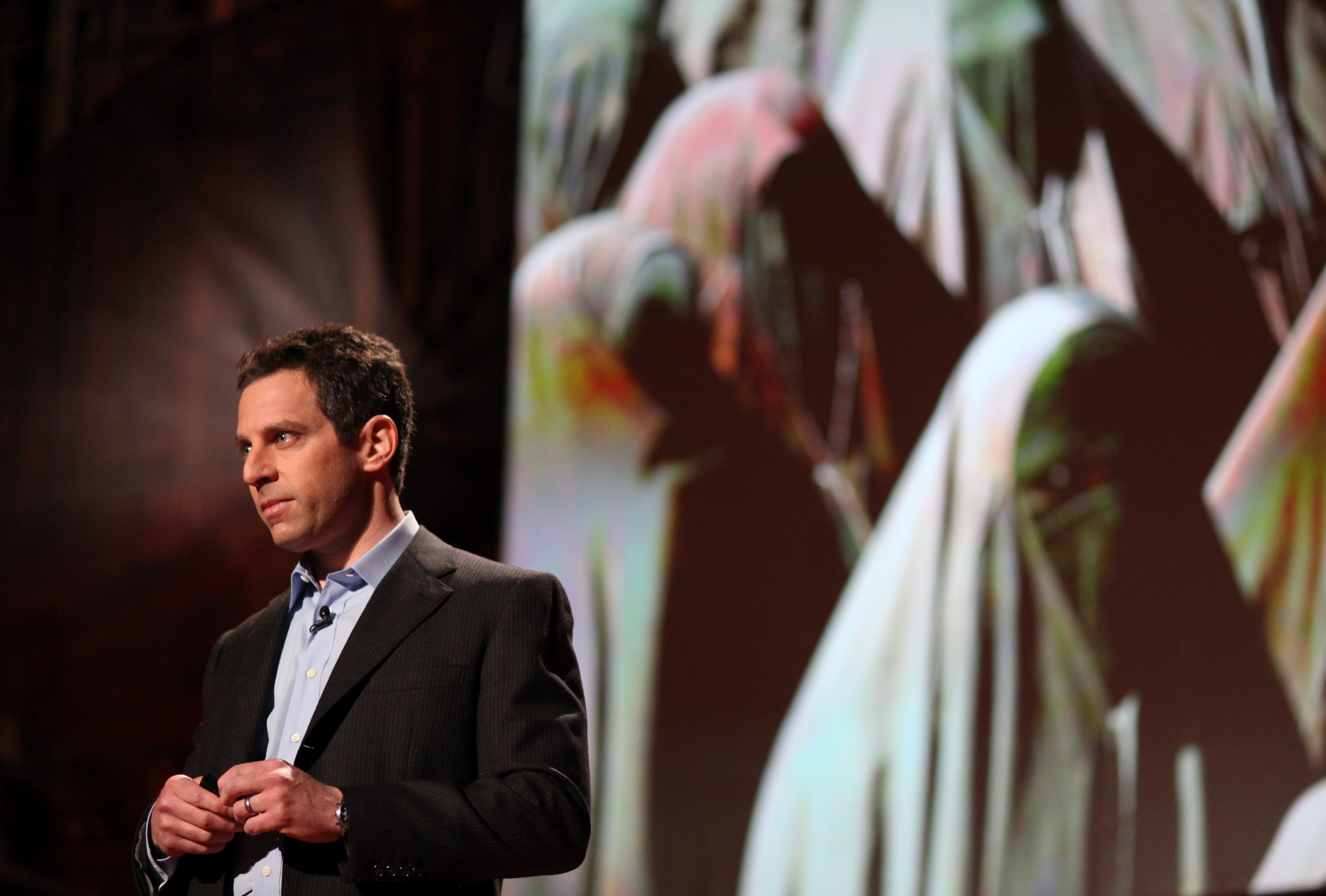
Sam Harris har varit en frän kritiker av den regressiva vänstern och han har också myntat uttrycket ”Head-in-the-sand Liberals” (”huvudet-i-sanden-liberaler”).

År 2006, sex år innan Nawaz använde uttrycket regressiv vänster för att framföra sin ståndpunkt i samtalet om multikulturalism, använde den nyateistiske författaren Sam Harris frasen ”Head-in-the-sand Liberals” (”huvudet-i-sanden-liberaler”) i en artikel i Los Angeles times för att beskriva liberaler som befinner sig i förnekelse och ”trots ett överflöd av bevis för motsatsen [...] fortsätter föreställa sig att muslimsk terrorism härrör ur ekonomisk förtvivlan, brist på utbildning och amerikansk militarism”. Han tillade att ”såsom varande generellt resonabla och toleranta gentemot mångfald borde liberaler vara särskilt lyhörda inför farorna hos religiös bokstavstro. Men det är de inte.”
År 2013 utgav kampanjen One Law for All en rapport: Siding with the oppressor. The pro-Islamist Left. I en gästkrönika i The independent skrev journalisten James Bloodworth att rapporten uttrycker oro för att ”samarbeta entusiastiskt med dem som förespråkar mord på homosexuella” liksom med ”religiösa fascister”. Bloodworth menade därtill: ”Med förödande ironi har den pro-islamska vänstern hamnat på samma plats som den vita extremhögern. Uppfattningen att muslimer är synonymt med islamism – kritik av islamism karakteriseras av kritik mot muslimer – är precis det synsätt som intas av grupper såsom EDL.” Bloodworth drog slutsatsen att skulden låg hos politisk konfirmeringsbias, driven av en ”patologisk anti-amerikanism som är ganska attraktiv för en viss typ av degenererad progressiv” personlighet. Han citerade också Maryam Namazie, talesperson för flera organisationer, däribland Iran Solidarity, One Law for All och Council of Ex-Muslims of Britain som har identifierat flera organisationer som agerar såsom ”ordningsmän för att tysta oliktänkande och försvarar islamism som ett försvar av ’muslimer’”.
I september 2015 deltog Sam Harris och Maajid Nawaz i ett seminarium arrangerat av Institute of Politics vid Harvard University, som senare dokumenterades i en bok betitlad Islam and the future of tolerance. A dialogue (2015). I en recension av denna bok i magasinet National review online noterade den politiske skribenten Brian Stewart att enligt både Nawaz och Harris är ”regressiva vänsterpersoner” i västvärlden ”envetet blinda” för det faktum att jihadister och islamister utgör en väsentlig andel (20 procent enligt Harris uppskattning) av den muslimska världen och de muslimska minoritetssamhällena i väst, trots att dessa falanger motsätter sig liberala värden såsom personlig autonomi, yttrandefrihet, demokrati, kvinnors rättigheter, homosexuellas rättigheter etc. Nawaz och Harris har dördömt den paradoxalt antiliberala, isolationistiska och censurerande attityd gentemot varje kritik av detta fenomen som de hävdar sviker universella liberala värden och även överger stödet och försvaret till de mest sårbara liberala medlemmarna av det muslimska samhället såsom kvinnor, homosexuella och apostater.

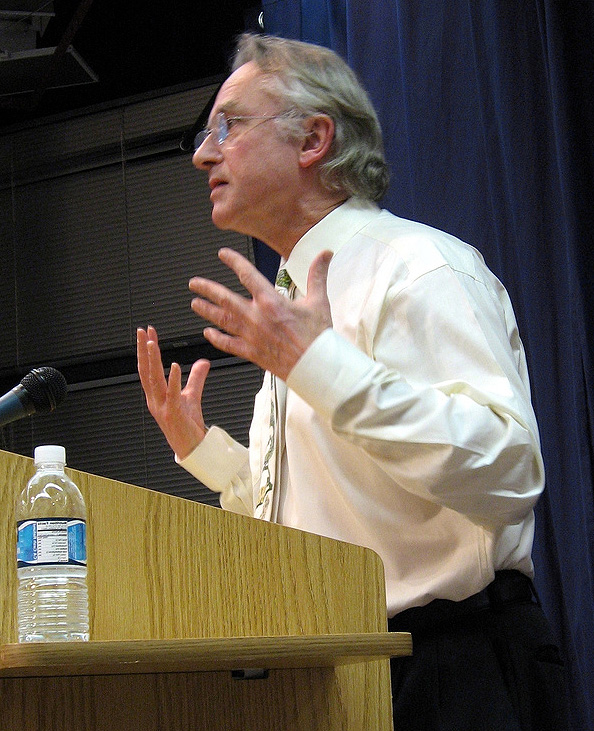
Richard Dawkins är en av dem som har använt uttrycket regressiv vänster i sin kritik av vänsterns inställning till islamism.

I oktober 2015 rapporterade The Washington times att den amerikanske komikern och programledaren Bill Maher och brittiske biologen och nyateistiske författaren Richard Dawkins ”beklagade sig över regressiva vänsterpersoner som inte förmår förstå att de är allt annat än liberala när det gäller islam”. Maher noterade en beredvillighet att kritisera allt annat än islam med ursäkten att det är ”deras kultur”, till vilket Dawkins svarade: ”Då kan deras kultur dra åt helvete.” De studentinitiativ som förekommit för att avboka ex-muslimska talare på campus betraktade Dawkins som ”ett svek gentemot 1960-talets yttrandefrihetsrörelse”.
I oktober och november 2015 använde Sam Harris uttrycket flitigt när han yttrade sig i media och sade att den största faran är att den regressiva vänstern är villig att ge upp yttrandefrihet ”av rädsla att förnärma minoriteter”, vilket kommer att leda till censur påtvingad av dessa minoriteter. Därvid gav han den amerikanske journalisten Glenn Greenwalds kommentarer rörande attentatet mot tidskriften Charlie Hebdo som ett exempel. Harris betraktar Reza Aslan och Noam Chomsky såsom tillhörande den regressiva vänstern.
I november 2015 medverkade filosofen Peter Boghossian i radioprogrammet The Humanist Hour och definierade regressiv vänster såsom ett pejorativt uttryck som används för att beskriva de vänsterpersoner som har blivit de ”märkligaste sängkamrater” med islamisterna. Enligt honom används ordet regressiv i kontrast till progressiv. Därvid betecknar progressiv den grupp som är egalitär och vill skapa system baserade på rättvisa och jämlikhet mellan raser, medan regressiv beskriver den grupp som letar efter ”det värsta hos människor [...] och inte erbjuder hermeneutisk mildhet eller en välvillig tolkning av vad någon säger, utan använder det som en hammare för att slå ned människor”. Därtill menar han att personer inom den regressiva vänstern har blivit ”hypermoralister” och förkämpar för sina förmenta offer. Han hänvisar till felgrepp i historien, såsom slaveriet i USA och kolonialismen såsom legitima spörsmål som har skapat misstro gentemot allt västerländskt och kapitalistiskt. Han tillade också att ”det finns människor som har lidit och fortfarande lider av verkliga fall av rasism, homofobi etc. Problemet är dock att varje gång ordet rasist kastas fram hur som helst så förlorar det sin mening. Och det borde ha en avsevärd udd. Det borde vara ett fruktansvärt ord”.
I december 2015 skrev Elliot McArdle, forskare i internationella relationer, i det brittiska onlinemagasinet Spiked att en del ”så kallade liberaler/vänsterpersoner” behandlar liberala muslimer såsom Nawaz och ex-muslimer såsom Maryam Namazie som ”infödda informanter”, ”förrädare” eller ”inte riktiga muslimer”, eftersom kritiker av islam(ism) som själva har muslimsk bakgrund inte passar in i det önskade narrativet av muslimer som en homogen och förtryckt grupp.
I slutet av 2015 höll pratshowprogramledaren Dave Rubin flera diskussioner om ”den regressiva vänstern” i sitt program The Rubin report. Rubin beskriver den regressiva vänstern som ”vänsterns version av Tea Party” och menar att den regressiva vänstern kommer att skada Democratic Party på samma sätt som Tea Party-rörelsen skadar Republican Party.
Den politiske kommentatorn David Pakman understödde konceptet i sitt program The David Pakman show och sade att ”det finns liberaler som använder kulturrelativism och motvilja mot USA:s utrikespolitik som ursäkt för att försvara eller åtminstone försminska våld och orättvisa som de helt säkert annars skulle motsätta sig”. Däremot har han distanserat sig från uttrycket regressiv vänster och menar att det missbrukas av konservativa för att förolämpa alla liberaler. Pakman menar att de verkliga regressiva vänsterpersonerna är de som använder auktoritarianism driva igenom progressivism.
I Sverige har uttrycket regressiv vänster använts av bland andra Ivar Arpi. I en ledare i Svenska dagbladet skrev han i oktober 2016: ”Att påtala hotet från jihadism och annan form av islamism, ledde länge till anklagelser om islamofobi. Därför höll många tyst och tittade bort. Resultatet är att Sverige ligger långt efter grannländerna i bekämpningen av inhemsk terrorism. Sverige har kunnat användas som bas för terrorverksamhet i andra länder, och som spa för jihadister som behöver vila upp sig lite. Men trots de senaste årens växande islamistiska terror är det fortfarande en del som fortsätter trycka på snooze-knappen. Vi kan kalla dem den regressiva vänstern.” Han fortsätter med att kritisera den regressiva vänstern för att svika sina egna värderingar:
| ” | Betecknande är att man är beredd att kompromissa bort sina egna värderingar – som frihet, jämställdhet och jämlikhet – om dessa på något sätt hamnar i konflikt med värderingar som återfinns hos minoriteter, i synnerhet om de återfinns hos den muslimska minoriteten. Så blir slöjan plötsligt feministisk, så kan separata badtider för män och kvinnor försvaras som något helt rimligt av Jonas Sjöstedt [...], och så kan kvinnor i förorten som påtalar hedersförtryck avfärdas som islamofober och rasister, som skett med Zeliha Dagli (V), Amineh Kakabaveh (V) och Nalin Pekgul (tidigare S). Reaktionära värderingar kan förlåtas så länge fienden på något sätt uppfattas vara väst. Tyvärr har den tankefiguren länge präglat svensk offentlighet. | „ |

## Kritik
I november 2015 klassificerade psykiatern Khwaja Khusro Tariq från The Huffington post uttrycket som ett osubstantiellt ad hominem-argument och slog fast att de skarpaste kritikerna av islam ges utrymme i såväl liberal som konservativ media i USA. Han påpekade också att uttrycket har riktats mot Glenn Greenwald och Noam Chomsky och att ingen av dem har sett mellan fingrarna med våld eller försvarat islams doktrin. Han hävdade att det inte fanns något verkligt hinder för att yttra sig mot religionen.
I mars 2016 skrev Joseph Bernstein, en BuzzFeed-reporter specialiserad på nätkultur, att enligt Google Trends fick intresset för uttrycket en snabb ökning i slutet av 2015. Han noterar att i stället för att kritisera ”kulturell tolerans som har gått för långt” så har uttrycket ”blivit ett svepande uttryck för varje fenomen i den dominerande nya mediekulturen som anti-SJW-Internet inte gillar”. Han menar också att även om uttrycket kan spåras tillbaka till kommentatorer såsom Nawaz, Maher och Dawkins (som själva beskriver sig som liberala) används det för närvarande flitigt av alternativhögern på internetforum och i sociala medier som del i deras retoriska krigföring.